# Francesc Areny Casal
Francesc Areny Casal (né le 28 juin 1959) est un homme politique andorran. Il a été président du parlement andorran de 1997 à 2001 et de 2001 à 2005 dans la IIe législature.